# Escuderia Osona
L'Escuderia Osona és una entitat esportiva catalana dedicada a l'automobilisme i al motociclisme que fou fundada per Josep M. Oñós i Joan Antoni Miravent a Vic, Osona, el 26 de novembre de 1968. El 1986, l'escuderia impulsà la construcció de la primera pista de kàrting de Catalunya: el Circuit d'Osona, pensat per a la formació de pilots (l'escuderia disposa d'una escola d'aquesta modalitat). L'entitat organitza anualment el Ral·li Osona, puntuable per al Campionat de Catalunya i per al d'Espanya des de 1988, el Ral·li Esprint de Sant Julià, el Campionat de Catalunya de kàrting i la Pujada a la Trona, entre d'altres. També organitzà catorze edicions de la Pujada a Sant Bartomeu del Grau (una clàssica dels volts de setmana santa). Alguns dels seus pilots més destacats són Albert Orriols, campió de la Copa Catalunya de ral·lis d'asfalt, i Jaume Collelldevall, campió d'Espanya de ral·lis tot terreny. Pep Bassas i Mia Bardolet també sortiren d'aquesta escuderia.
Pel que fa al motociclisme, ha organitzat els Campionats de Catalunya de supermotard, promovelocitat de 50 cc i 70 cc, minimotos i les 12 Hores de Resistència de 70 cc.